# Liparis deistelii
Espèce
Synonymes
- Liparis odontochilos Summerh.[1]

Liparis deistelii est une espèce de plantes de la famille des Orchidées et du genre Liparis, présente dans plusieurs pays d'Afrique tropicale : Cameroun, Sao Tomé-et-Principe, Afrique de l'Est, Afrique zambézienne.